# Cmentarz w Jerzmanowie
Cmentarz Komunalny Oddział Jerzmanowo – nekropolia we Wrocławiu powstała w wyniku uchwały Rady Miejskiej Wrocławia z dnia 5 czerwca 1998 roku.
Z założenia ma charakter parku z centralnie ulokowaną kaplicą.

## Znane osoby pochowane na cmentarzu
- dr hab. Stanisław Chełpa (1962-2007) – psycholog, wykładowca Akademii Ekonomicznej
- Kazimierz Paździor (1935-2010) - bokser, mistrz olimpijski z roku 1960
- prof. Romuald Jacek Pomorski (1956-2010) – entomolog, wykładowca Uniwersytetu Wrocławskiego, założyciel Polskiego Towarzystwa Taksonomicznego, redaktor Przeglądu Zoologicznego